# Кобылянский, Владимир Дмитриевич
Владимир Дмитриевич Кобылянский (24.08.1928-21.02.2022) — селекционер короткостебельных сортов ржи, доктор биологических наук, профессор, заслуженный деятель науки РФ (1993).
Родился 24 августа 1928 года в селе Малое Коротаево Одесской области. Вскоре их семья переехала в Горловку. До войны окончил 6 классов. После начала немецкой оккупации увезён в Дрезден, затем в Лейпциг. Освобождён в 1945 году. Самостоятельно изучил курсы за 7-й и 8-й классы, и после сдачи экзаменов был принят в 9 класс в школу рабочей молодёжи.
Получив аттестат, поступил в Ленинградский сельскохозяйственный институт. После его окончания (1952) работал заместителем директора Дмитриевского пенькозавода в Курской области. В 1953 году перешёл в колхоз агрономом.
С 1957 года старший лаборант отдела селекции Северо-Западного НИИ сельского хозяйства (посёлок Белогорка Ленинградской области). В 1960 поступил в аспирантуру Всесоюзного научно-исследовательского института растениеводства им. Н. И. Вавилова (отдел зерновых культур) и после её окончания работал там же.
В 1964 г. защитил кандидатскую диссертацию:
- Дикие виды ячменя : Биол. особенности и перспективы использования в селекции : диссертация … кандидата биологических наук : 03.00.00. — Ленинград, 1964. — 202 с. : ил.

После назначения руководителем отдела серых хлебов ВИР начал работать над выведением короткостебельных неполегающих сортов озимой ржи. Разработал технологию, позволяющую за два года получить нерасщепляющиеся по длине стебля потомство растений с геном короткостебельности. Под его руководством и с его участием выведено более 20 сортов ржи, а также сорт мягкой яровой пшеницы Омская краса и сорт овса Валдин 765.
В 1975 г. защитил докторскую диссертацию:
- Рожь : генетика, систематика, проблемы селекции : диссертация … доктора биологических наук : 03.00.15. — Ленинград, 1975. — 379 с. : ил.

С 1978 до 1990-х гг. зам. директора ВИР по научной работе.
Автор более 300 научных публикаций. Под его руководством защищено 28 кандидатских диссертаций, являлся научным консультантом 5 докторских диссертаций.
В 1986 г. присуждена Золотая медаль имени Н. И. Вавилова ВАСХНИЛ за монографию « Рожь. Генетические основы селекции» (М .: Колос, 1982). В 2011 году награждён медалью имени Н. В. Рудницкого РАСХН.
Заслуженный деятель науки РФ (1993). Награждён орденом Трудового Красного Знамени (1972), серебряной и тремя бронзовыми медалями ВДНХ. Лауреат Государственной премии Республики Татарстан (2000) и премии Н. И. Вавилова правительства Санкт-Петербурга и Санкт-Петербургского научного центра РАН (2012).
Сочинения:
- Рожь : Генет. основы селекции / В. Д. Кобылянский. — М. : Колос, 1982. — 271 с. : ил.; 21 см.
- Генетика и селекция ржи и зернофуражных культур / Отв. ред. В. Д. Кобылянский. — Л. : ВИР, 1982. — 132 с. : ил.; 26 см.
- Культурная флора СССР = Flora of cultivated plants / Под общ. рук. В. Ф. Дорофеева. — Л. : Ленингр. отд-ние, 1979-. — 22 см. Т. 2, ч. 1: Рожь. Т. 2, ч. 1 / [В. Д. Кобылянский, А. Е. Корзун, А. Г. Катерова и др.]; Ред. В. Д. Кобылянский. — Л. : Агропромиздат : Ленингр. отд-ние, 1989. — 367,[1] с. : ил., карт.; ISBN 5-10-000168-2